# Björn jorsalfari Einarsson
Björn jorsalfari Einarsson (apodado el Viajero de Jerusalén, m. 1415), magistrado y gobernador (hirðstjóri), así como explorador de Vatnsfjörður, Ísafjarðardjúp en Islandia entre el siglo XIV y XV. Su apodo se refiere a cuatro viajes que realizó a Tierra Santa en 1379, 1385, 1388 y 1415. Estuvo residiendo en Groenlandia entre 1385 y 1387 y según las crónicas contemporáneas, llamaba la atención que le acompañase su esposa, una dama siempre ricamente ataviada. En ese tiempo fue acusado de comercio ilícito y tuvo que desplazarse a Noruega en 1388 a defender su causa que, finalmente, ganó al ser declarado inocente el 20 de mayo de 1389. Fue uno de los islandeses que más viajó en su tiempo, destacando también su peregrinación a Santiago de Compostela, España durante su último viaje.
Fue su hijo adoptivo, Einar, quien escribió sus memorias sobre aventuras y descubrimientos en el Atlántico norte, y la anécdota sobre su encuentro con los skræling.
Björn era hijo de Einar Eiríksson (m. 1383), nieto de Eiríkur Sveinbjörnsson (un caballero de la nobleza de Vatnsfjörður, 1316-1340), bisnieto de Sveinbjörn súðvíkingur Sigmundsson y este a su vez hijo de Sigmundur Gunnarsson, hijo de Gunnar Þorsteinsson, un personaje de la saga Sturlunga, que apoyó a Þórður kakali Sighvatsson contra Kolbeinn ungi Arnórsson en la batalla de Flóabardagi (1244).